# Gazel (Einheit)
Gazel, auch Gatzl, war ein Volumenmaß in München für Flüssigkeiten. Es wurde als Milchmaß bezeichnet. Das Maß lehnt sich an die Bezeichnung die Gatzen, Gatz’n, für ein kupfernes Geschirr zum Schöpfen von Flüssigkeiten an. Es gab die Bier- und die Milchgatzen. Kleinere Maße waren das Gätzlein für eine Viertel Maß. Die Mäßgatzen war die Halbe (Mäß=) Gatzen.
- 1 Gazel = 1 Seidel/Seidl/Seitl = 1 Viertel-Maß (österreich.) = ¼ Maß (österreich.) = ⅓ Maß (bayr.) = 0,357 Liter